# سونی اریکسون جی۹۰۰
جی ۹۰۰ (G900) یکی از گوشی‌های سری جی شرکت سونی اریکسون است.

## منبع
- ویکی‌پدیای انگلیسی